# Reinder van Rijckevorsel
Reinder Floris Rudolph Maria (Reinder) van Rijckevorsel (8 maart 1945) is een Nederlands politicus van het CDA.
Van Rijckevorsel, lid van de familie Van Rijckevorsel en zoon van burgemeester jhr. mr. Reinaldus Augustinus Theodorus Maria van Rijckevorsel (1907-1976), is afgestudeerd in de rechten en werd in 1981 burgemeester van de toenmalige Gelderse gemeente Ammerzoden. Zes jaar later volgde zijn benoeming tot burgemeester van Lichtenvoorde wat Van Rijckevorsel zou blijven tot die gemeente op 1 januari 2005 bij een gemeentelijke herindeling opging in de nieuwe gemeente Groenlo (thans Oost Gelre). Vanaf december 2005 was hij ruim een half jaar waarnemend burgemeester van Neerijnen. Eind 2007 werd hij waarnemend burgemeester van de eveneens in Gelderland gelegen gemeente Rozendaal waar jhr. mr. R.F.R.M. van Rijckevorsel ruim een jaar later werd opgevolgd door Jan Hendrik Klein Molekamp.